# Réserve provinciale La Payunia

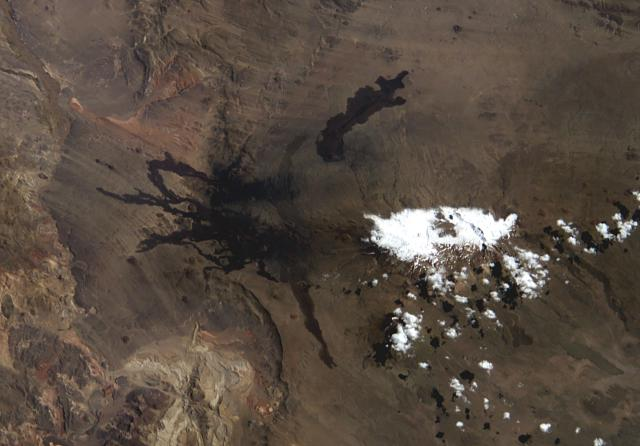
Le Volcan Payún Matrú au sein de la réserve provinciale - vue prise par satellite - Le cratère de 8 km de diamètre est situé sous les taches blanches des nuages. On distingue les Pampas negras - Au nord : l'Escorial de la Media Luna de 35 km de long, coulée produite par le volcan Santa María.

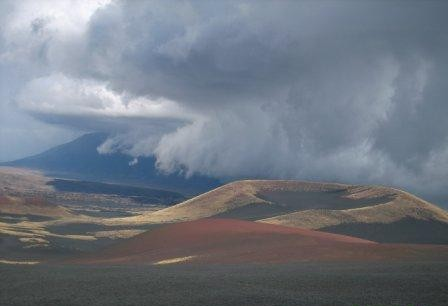
La Payunia

La réserve provinciale La Payunia, Payún ou Payén, est une zone protégée d'Argentine située au sud de la province de Mendoza. Elle se trouve dans le département de Malargüe, qui constitue l'essentiel de la Patagonie mendocinienne.
Le site fut déclaré « Aire protégée », en 1988, avec la déclaration de réserve totale. Elle atteint une superficie de 450 000 hectares.
La Payunia (que l'on pourrait traduire en français par « la Payunie ») constitue une des plus importantes aires volcaniques de la planète, avec plus de 800 cônes, très différents en taille, en forme, en âge et en structure. Le plus important d'entre eux est le volcan Payún Matrú.
Quoique située administrativement en province de Mendoza, donc dans la région du Cuyo, la Payunia fait partie phyto-géographiquement et climatiquement de la Patagonie argentine, tout comme l'ensemble du département de Malargüe.

## Accès
On y accède par la route provinciale 186, à plus ou moins 100 km de la ville de Malargüe, chef-lieu du département de Malargüe. Par la route nationale 40, qui longe la Cordillère des Andes du nord au sud, depuis la Bolivie jusqu'au fin fond de la Patagonie, il y a d'innombrables chemins qui sillonnent la réserve Payunia.
On peut visiter la réserve pendant toute l'année, mais uniquement avec des guides autorisés par la Dirección de Turismo de Malargüe. Parmi les activités possible, il y a entre autres 
le trekking, les safaris photographiques, l'observation de la faune, les traversées en 
4x4 par des chemins autorisés et des cabalgatas ou promenades à cheval.

## Description générale
Son principal intérêt réside dans les grandes étendues de lave près de puissants cônes volcaniques, et particulièrement le Payún Matrú, bel exemple de l'écosystème patagonique dans la province de Mendoza.
Il y a des coulées basaltiques et des champs pyroclastiques de diverses couleurs, qui composent un paysage quasi lunaire, étonnant paysage aux caractères désertiques. La faune autochtone, est caractérisée par le très grand nombre de guanacos, dont les populations atteignent plus de 11 000 individus.
La Payunia, est une zone de beauté étrange qui recrée la sensation d'assister à ce que fut la terre à ses origines. Cheminer parmi les cendres et les scories du Santa María, par les Pampas Negras (pampas noires) ou dans les parages de ce volcan parfait qu'est le Payún, est une expérience fantastique. L'offre paysagère et la diversité de vie qui existe en ces lieux est presque incroyable. Il faut dire que la grande difficulté éprouvée jusqu'ici par l'homme de coloniser et d'altérer ces terres y est pour beaucoup.
Le site a été proposé en 2011 pour une inscription au patrimoine mondial et figure sur la « liste indicative » de l’UNESCO dans la catégorie patrimoine naturel.

## Géographie - les volcans
Le paysage est profondément marqué par ce qui fut une région d'intense activité volcanique.
Le relief est extrêmement âpre et difficile aux abords du Payún Matrú. Plus au sud, 
entre le Payún Matru et le río Grande, on peut voir une série de volcans mineurs. La lave très fragmentée a formé des zones de sable noir, connues sous le nom de Pampas Negras. Le terrain est parsemé de "bombes volcaniques", qui sont des blocs de lave tombées à l'état liquide ou pâteux, et qui, en se refroidissant ont pris des formes curieuses. Les volcans les plus remarquables sont le Payún Matrú (en langue aborigène : Sommet de cuivre) et le Payún. Ce dernier avec ses 3 680 m d'altitude est le plus élevé de la région. Son cratère a 400 mètres de diamètre et 90 de profondeur.

## Flore et faune
C'est une zone phytogéographique de transition entre le Cuyo, les Andes et la Patagonie. La flore de La Payunia est représentée par des buissons, des pâturages secs et des espèces de montagne et de Patagonie : colimalil (Adesmia pinifolia, ou « leñas jaunes »), coirón, melosa, solupe noir, retamillo, pichanillo, cacho de cabra, prosopis ou algarrobos (entre 500 et 1 300 m d'altitude); puis entre 1 800 et 2 850 m : patagüilla, schinus molle et jarillas.
Quant à la faune de la Payunia, parmi les 70 espèces de vertébrés recensés, on considère que 37 ont une haute probabilité de pouvoir être détectées et observées. Quelques exemples sont la petite grenouille ranita de cuatro ojos (grenouille à quatre yeux), le condor des Andes, le puma, le lézard phymaturus flagellifer ou matuasto châtain, le lézard lagarto cola de piche, le dangereux bothrops yarará ñata, le nandou de Darwin (appelé en Argentine choique petiso), l'aigle Geranoaetus melanoleucus  ou águila mora, l' urubu à tête rouge, le burhinus superciliaris ou chorlo cabezón, la calandrie de Patagonie, le chinchilla, le renard gris d'Argentine, le piche ou tatou de Patagonie et le guanaco. Le rapprochement près des animaux est également règlementé en ce qui concerne les espèces les plus vulnérables.